# Reina Mundial del Banano
Reina Mundial del Banano (Nữ hoàng chuối của thế giới - Queens of the Banao) là một cuộc thi sắc đẹp thành lập tại Machala, Ecuador vào năm 1985, cuộc thi chủ yếu dành cho các nước xuất khẩu chuối. Cuộc thi được phát sóng tại Ecuador bởi Canal Uno.

## Danh sách Hoa hậu
| Năm  | Reina Mundial Del Banano                     | Virreina Mundial Del Banano                           | Turismo Internacional     | Primera Princesa                            | Segunda Princesa                              | Tercera Princesa                                  | Cuarta Princesa                    |
| ---- | -------------------------------------------- | ----------------------------------------------------- | ------------------------- | ------------------------------------------- | --------------------------------------------- | ------------------------------------------------- | ---------------------------------- |
| 1985 | Rosibel Chacón Pereira · Costa Rica          | Cristiane Lasita Passos · Brazil                      | Không trao giải           | Mónica Espinoza · Ecuador                   | Joanne Goiri González · Venezuela             | Yanina Maricel Castaño · Argentina                | Không trao giải                    |
| 1986 | Betzabeth Emilia Coelles Araújo · Venezuela  | María Eugenia Benjamín · Panama                       | Không trao giải           | Claudia Patricia Ruiz · Colombia            | Yamila Salaya · Argentina                     | Anamaria Marques Stark · Brazil                   | Không trao giải                    |
| 1987 | Carla Irene Trombotti Moreno · Uruguay       | Doris Mora Bejarano · Ecuador                         | Không trao giải           | Không trao giải                             | Không trao giải                               | Không trao giải                                   | Không trao giải                    |
| 1988 | Ximena Paullette Correa Jarre · Ecuador      | Rita Rosina Verreos · Venezuela                       | Không trao giải           | Emma Betancourt Suárez · Colombia           | Không trao giải                               | Không trao giải                                   | Không trao giải                    |
| 1989 | Cristiane Corrales Ferreira · Brazil         | Vivian Sanabria · Costa Rica                          | Không trao giải           | Không trao giải                             | Không trao giải                               | Không trao giải                                   | Không trao giải                    |
| 1990 | Luz Angélica Ruiz Velasco · Mexico           | Daniela Lores Quintero · Venezuela                    | Không trao giải           | Virna Passelly Machuca · El Salvador        | Không trao giải                               | Không trao giải                                   | Không trao giải                    |
| 1991 | Mónica Rodríguez Cháves · Colombia           | María Fernanda Corral Dazza · Ecuador                 | Không trao giải           | Không trao giải                             | Không trao giải                               | Không trao giải                                   | Không trao giải                    |
| 1992 | Gisselle Amelia González Aranda · Panama     | Idis Mabel Vélez Romero · Puerto Rico                 | Không trao giải           | Iglaê Gunther · Brazil                      | Claudia Bastón Monquera · Argentina           | Mónica Aída González Mejía · Mexico               | Không trao giải                    |
| 1993 | Yadira Yesenia Ríos García · Mexico          | Phyllis Motta Ruiz De Somucursio · Panama             | Không trao giải           | Nashali Enchautegui Ramírez · Puerto Rico   | Farley Derly Ferreira da Silva · Brazil       | Maria Angélica González Luque · Colombia          | Không trao giải                    |
| 1994 | Liliana Noemi González Mena · Paraguay       | Ana Lucía Granda Aguilar · Ecuador                    | Không trao giải           | Lucy Vásquez Almonte · Dominican Republic   | Maria Fernanda Navarro Guigou · Uruguay       | Solange Guadalupe Magnano Silvestro · Argentina   | Không trao giải                    |
| 1995 | Gabriela Aguilar Chavarría · Costa Rica      | Fabiana Fontanella · Brazil                           | Không trao giải           | Rocío del Pilar Abed Chafloque · Peru       | Patricia Serafini Geoghegan · Paraguay        | Roxana Maria Pérez del Castillo · Bolivia         | Không trao giải                    |
| 1996 | Paula Denisse Simom · Brazil                 | Marisela Moreno Montero · Panama                      | Không trao giải           | Claudia Romina Pinargote Delgado · Ecuador  | Không trao giải                               | Không trao giải                                   | Không trao giải                    |
| 1997 | Adriana de Jesús Zúñiga Sáenz · Costa Rica   | Karla Hannelore Beteta Forkel · Guatemala             | Không trao giải           | Karla Cedena Vélez · Ecuador                | Jackeline Negrón Divieri · Puerto Rico        | Lisette Morán · Dominican Republic                | Không trao giải                    |
| 1998 | Jessica Lynn Bryan Gándara · Guatemala       | Noelia Ortiz Melo · Italy                             | Không trao giải           | Mónica Patricia Sáenz Grimm · Peru          | María Elisa Jara · Ecuador                    | Verónica Antelo · Bolivia                         | Không trao giải                    |
| 1999 | Amaloha Elisa Méndez Silverio · Venezuela    | Viviana Brener Campo · Costa Rica                     | Không trao giải           | Georgette Giovanna Medina Pinzón · Colombia | Kristy Bitting · Puerto Rico                  | Lucía de Oslazábal · Peru                         | Không trao giải                    |
| 2000 | Melania Canino Santos · Puerto Rico          | Alejandra Vélez Londoño · Colombia                    | Không trao giải           | Katia Peterli Camargos · Brazil             | Lourdes Quirola · Ecuador                     | Ana Valentina Montero Lugano · Venezuela          | Không trao giải                    |
| 2001 | Claudia Alejandra Palacios López · Colombia  | Shadelyn López · Puerto Rico                          | Không trao giải           | Ana Lucia de Bastos Herrera · Venezuela     | Jessica Alaña · Ecuador                       | Mireya Castedo Soliz · Bolivia                    | Không trao giải                    |
| 2002 | Isabel Cristina Estrada Cano · Colombia      | Susanne Tocker · Germany                              | Không trao giải           | Laura Carolina Molina Navarro · Venezuela   | Maria Gabriela Riquelme · Paraguay            | Priscila Verónica Del Salto Astudillo · Ecuador   | Không trao giải                    |
| 2003 | Liliana Judith De Cambil Ávila · Colombia    | Amanda Cothran · United States                        | Không trao giải           | Claudia Kindscherousky · Germany            | Nelda Esther Sánchez Cantoral · Panama        | Alanna Valquiria Arruda Silva · Brazil            | Leslie Lizeth Caballero · Honduras |
| 2004 | Anna María Ezechiels · Canada                | María Gabriela Granda Román · Ecuador                 | Không trao giải           | Leanna Pareja · United States               | Farrah Edwards Moncriffe · Costa Rica         | Gabriela Zavala Irias · Honduras                  | Không trao giải                    |
| 2005 | Tatiana María Bastidas Castañeda · Colombia  | Jessica Torejani · Brazil                             | Không trao giải           | Gretal Montgomery · Panama                  | Estefany Carolina Salgado Tomaselly · Ecuador | Josmila Fajardo · Venezuela                       | Không trao giải                    |
| 2006 | Verónica María González Quesada · Costa Rica | Rosibel María Eugenia Macías Álava · Ecuador          | Không trao giải           | María Jesús Salas Calvo · Peru              | Joanna Giselle Gallo Hosein · Venezuela       | Ana María Castañeda Gómez · Colombia              | Không trao giải                    |
| 2007 | Jennifer Johanna Schell Dorantes · Venezuela | Izaskun Arana Cándela · Ecuador                       | Không trao giải           | Jennifer Schott · Canada                    | Laura Montoya Escobar · Colombia              | Stephanie Joan Araúz Shaw · Panama                | Không trao giải                    |
| 2008 | Amanda Renee Delgado · United States         | Nailette Cristina Romero Gazaui · Venezuela           | Không trao giải           | Gloria Patricia Pérez Peñuela · Colombia    | María Silvana Belli Vega · Argentina          | Paola Casilla Agnes · Dominican Republic          | Không trao giải                    |
| 2009 | Josephine Karam León · Venezuela             | Dalia Cristina Fernández Sánchez · Dominican Republic | Không trao giải           | Livia Brito Pestaña · Mexico                | Viviana Cortez Zúñiga · Ecuador               | Dayana Luara Incandela · Argentina                | Không trao giải                    |
| 2010 | Hilda Alessa Gamez Phillips · Honduras       | Laura Vivian Spoya Solano · Peru                      | Không trao giải           | Ava Ferdowsmakan · Canada                   | Saira Yael Hernández Duval · Mexico           | Esmeralda Alejandrina Yaniche Vásquez · Venezuela | Không trao giải                    |
| 2011 | Lizeth Carolina González Romero · Colombia   | Johanna Acs · Germany                                 | Không trao giải           | Elishia Aman Sahota · Canada                | Jessica María Schell Dorant · Venezuela       | María Gracia Figueroa · Peru                      | Không trao giải                    |
| 2012 | Jennifer Valle · Honduras                    | Nerys Margarita Díaz Ramírez · Venezuela              | Không trao giải           | Ruth Estefanía Guevara Yánez · Ecuador      | Karla Paulina Gutiérrez García · Mexico       | Natalia Leyva Lezcano · Puerto Rico               | Không trao giải                    |
| 2013 | Manou Volkmer · Germany                      | Donají López · Mexico                                 | Không trao giải           | Carolina Yanuzzi · Argentina                | Kennya Araújo da Silva · Brazil               | Natasha Muñoz · Puerto Rico                       | Không trao giải                    |
| 2014 | Susan Romanishin · United States             | Alessandra Freitas · Brazil                           | Không trao giải           | Axel López · Venezuela                      | Jessica Lerma · Mexico                        | Nicole Velásquez · Ecuador                        | Không trao giải                    |
| 2015 | Carolina Rodríguez · Costa Rica              | Yuliska Guevara · Venezuela                           | Không trao giải           | Không trao giải                             | Không trao giải                               | Không trao giải                                   | Không trao giải                    |
| 2016 | Ivana Yturbe Contreras · Peru                | Rusbell Lòpez · Venezuela                             | Không trao giải           | Grettel Rodríguez · Costa Rica              | Karem Varas · Ecuador                         | Suzana Sampeir · Haiti                            | Không trao giải                    |
| 2017 | Yenny Carrillo · Colombia                    | Karen Robles · Costa Rica                             | Ivonne Hernández · Mexico | Sthefany Sánchez · Ecuador                  | Valeria Cardona · Honduras                    | Gabriela Decena · Venezuela                       | Không trao giải                    |
| 2018 | Jhelenny Tello · Ecuador                     | María Alejandra Chacón · Colombia                     | Không trao giải           | Melody Calderón · Peru                      | Nataly Vargas · Mexico                        | Không trao giải                                   | Không trao giải                    |
| 2019 | Ellen Pimienta Glen · Colombia               | Celinee Santos · Dominican Republic                   | Không trao giải           | Allison Matamoros · Ecuador                 | Graziella Luca · Germany                      | María Alexandra Pinillos · Peru                   | Không trao giải                    |

## Số lần chiến thắng

### Reina Mundial Del Banano
| Quốc gia      | Số lần | Vào các năm                                    |
| ------------- | ------ | ---------------------------------------------- |
| Colombia      | 8      | 1991, 2001, 2002, 2003, 2005, 2011, 2017, 2019 |
| Costa Rica    | 5      | 1985, 1995, 1997, 2006, 2015                   |
| Venezuela     | 4      | 1986, 1999, 2007, 2009                         |
| Ecuador       | 2      | 1988, 2018                                     |
| United States | 2      | 2008, 2014                                     |
| Honduras      | 2      | 2010, 2012                                     |
| Brazil        | 2      | 1989, 1996                                     |
| Mexico        | 2      | 1990, 1993                                     |
| Peru          | 1      | 2016                                           |
| Germany       | 1      | 2013                                           |
| Canada        | 1      | 2004                                           |
| Puerto Rico   | 1      | 2000                                           |
| Guatemala     | 1      | 1998                                           |
| Paraguay      | 1      | 1994                                           |
| Panama        | 1      | 1992                                           |
| Uruguay       | 1      | 1987                                           |

### Virreina Mundial Del Banano
| Quốc gia           | Số lần | Vào các năm                        |
| ------------------ | ------ | ---------------------------------- |
| Venezuela          | 6      | 1988, 1990, 2008, 2012, 2015, 2016 |
| Ecuador            | 6      | 1987, 1991, 1994, 2004, 2006, 2007 |
| Brazil             | 4      | 1985, 1995, 2005, 2014             |
| Costa Rica         | 3      | 1989, 1999, 2017                   |
| Panama             | 3      | 1986, 1996, 1993                   |
| Dominican Republic | 2      | 2009, 2019                         |
| Colombia           | 2      | 2000, 2018                         |
| Germany            | 2      | 2002, 2011                         |
| Puerto Rico        | 2      | 1992, 2001                         |
| Mexico             | 1      | 2013                               |
| Peru               | 1      | 2010                               |
| United States      | 1      | 2003                               |
| Italy              | 1      | 1998                               |
| Guatemala          | 1      | 1997                               |

### Turismo Internacional
| Quốc gia | Số lần | Vào các năm |
| -------- | ------ | ----------- |
| Mexico   | 1      | 2017        |

### Primera Princesa
| Quốc gia           | Số lần | Vào các năm                        |
| ------------------ | ------ | ---------------------------------- |
| Ecuador            | 6      | 1985, 1996, 1997, 2012, 2017, 2019 |
| Peru               | 4      | 1995, 1998, 2006, 2018             |
| Colombia           | 4      | 1986, 1988, 1999, 2008             |
| Venezuela          | 3      | 2001, 2002, 2014                   |
| Canada             | 3      | 2007, 2010, 2011                   |
| Brazil             | 2      | 1992, 2000                         |
| Costa Rica         | 1      | 2016                               |
| Argentina          | 1      | 2013                               |
| Mexico             | 1      | 2009                               |
| Panama             | 1      | 2005                               |
| United States      | 1      | 2004                               |
| Germany            | 1      | 2003                               |
| Dominican Republic | 1      | 1994                               |
| Puerto Rico        | 1      | 1993                               |
| El Salvador        | 1      | 1990                               |

### Segunda Princesa
| Quốc gia    | Số lần | Vào các năm                        |
| ----------- | ------ | ---------------------------------- |
| Ecuador     | 6      | 1998, 2000, 2001, 2005, 2009, 2016 |
| Mexico      | 4      | 2010, 2012, 2014, 2018             |
| Venezuela   | 3      | 1985, 2006, 2011                   |
| Argentina   | 3      | 1986, 1992, 2008                   |
| Brazil      | 2      | 1993, 2013                         |
| Paraguay    | 2      | 1995, 2002                         |
| Puerto Rico | 2      | 1997, 1999                         |
| Germany     | 1      | 2019                               |
| Honduras    | 1      | 2017                               |
| Colombia    | 1      | 2007                               |
| Costa Rica  | 1      | 2004                               |
| Panama      | 1      | 2003                               |
| Uruguay     | 1      | 1994                               |

### Tercera Princesa
| Quốc gia           | Số lần | Vào các năm            |
| ------------------ | ------ | ---------------------- |
| Venezuela          | 4      | 2000, 2005, 2010, 2017 |
| Peru               | 3      | 1999, 2011, 2019       |
| Argentina          | 3      | 1985, 1994, 2009       |
| Bolivia            | 3      | 1995, 1998, 2001       |
| Puerto Rico        | 2      | 2012, 2013             |
| Ecuador            | 2      | 2002, 2014             |
| Dominican Republic | 2      | 1997, 2008             |
| Colombia           | 2      | 1993, 2006             |
| Brazil             | 2      | 1986, 2003             |
| Haiti              | 1      | 2016                   |
| Panama             | 1      | 2007                   |
| Honduras           | 1      | 2004                   |
| Mexico             | 1      | 1992                   |

### Cuarta Princesa
| Quốc gia | Số lần | Vào các năm |
| -------- | ------ | ----------- |
| Honduras | 1      | 2003        |